# Зграда Музеја „Рас” у Новом Пазару
43° 08′ 30″ С; 20° 30′ 56″ И / 43.1415596° С; 20.515564° И
Зграда Музеја „Рас“ у Новом Пазару једна је од настаријих грађевина у овом граду. Подигнута je средином 19. века, а 1868. године је преуређена за потребе смештаја руждије (световне школе за муслиманску децу). По ослобођењу 1912. у њу је смештена Народна основна школа коју су похађала деца свих конфесија. Просветно–образовну улогу, са краћим прекидима, задржала је наредних више од 100 година, све до 1973. године када је адаптирана и у њу је усељен Музеј „Рас”, који се и данас ту налази. Зграда се налази у централном делу града, на углу Улице Стевана Немање и Житног трга.
Зграда Музеја „Рас” је репрезентатвни објекат староградске архитектуре Новог Пазара, а својом улогом у развоју образовања и просвете у новопазарском крају има и шири значај. Завод за заштиту споменика културе у Краљеву зграду музеја је прогласио културним добром 10. фебруара 1972. године, што је 17. јула 2001. године, урадила и Влада Републике Србије. У Централни регистар споменика културе уписана је 2003. године.

## Историја
На месту где се данас налази зграда музеја налазио се хамам, за који се оправдано претпоставља да потиче из османског периода и времена оснивања града. Током једне реконструкције уз саму зграду су пронађени стари зидови овог хамама. Када је 2017. године започета реконструкција зграде суда на Житном тргу, испред улаза у зграду такође су откривени остаци објекта за који се претпоставља да су припадали хамаму, па стручњаци новопазарског музеја претпостављају да је све то јединствена целина.
Зграда Музеја „Рас“ подигнута је у периоду од 1860. до 1865. године на темељима порушеног хамама, а 1868. године преуређена је у нижу османску гимназију – руждију. По ослобођењу 1912. у зграду је смештена Народна основна школа коју су посећивала деца свих конфесија. У њој је била смештена и Женска ћилимарска школа, а касније и Школа ученика у привреди, из које је настала данашња Средња техничка школа. Зграда је више пута мењала свој статус, али је најчешће служила образовању, култури, науци и стицању знања, да би се 1969. у њу уселио музеј, који је до тада био смештен у згради Мектеба у дворишту Алтун–Алем џамије.

### Реконструкције
Зграда је била у доста лошем стању па је 1972. године реконструисана и адаптирана за потребе Музеја. Након завршене реконструкције, 28. новембра 1973. године, Музеј је у новим просторијама званично отворен за јавност. Зграда је након тога обнављана више пута. Током 2003. и 2004. године урађена је опсежна реконструкција музејске зграде и урађена нова стална поставка. Још једна реконструкција зграде урађена је 2019. године након које је уређен и унутрашњи простор зграде.

## Изглед зграде
Зграда Музеја „Рас” је репрезентатвни објекат староградске архитектуре Новог Пазара и пример типичне бошњачке куће. То је једноспратница, са организацијом простора прилагођеном просветно–образовној намени, са учионицама и канцеларијама. Зидана је каменом, опеком и бондруком. Спољни изглед карактеришу равне, малтерисане фасаде, перфориране низом прозорских отвора, избачена диванхана над улазом и велике масе четвороводног крова са широким стрехама, покривеног ћерамидом.